# دلیجان

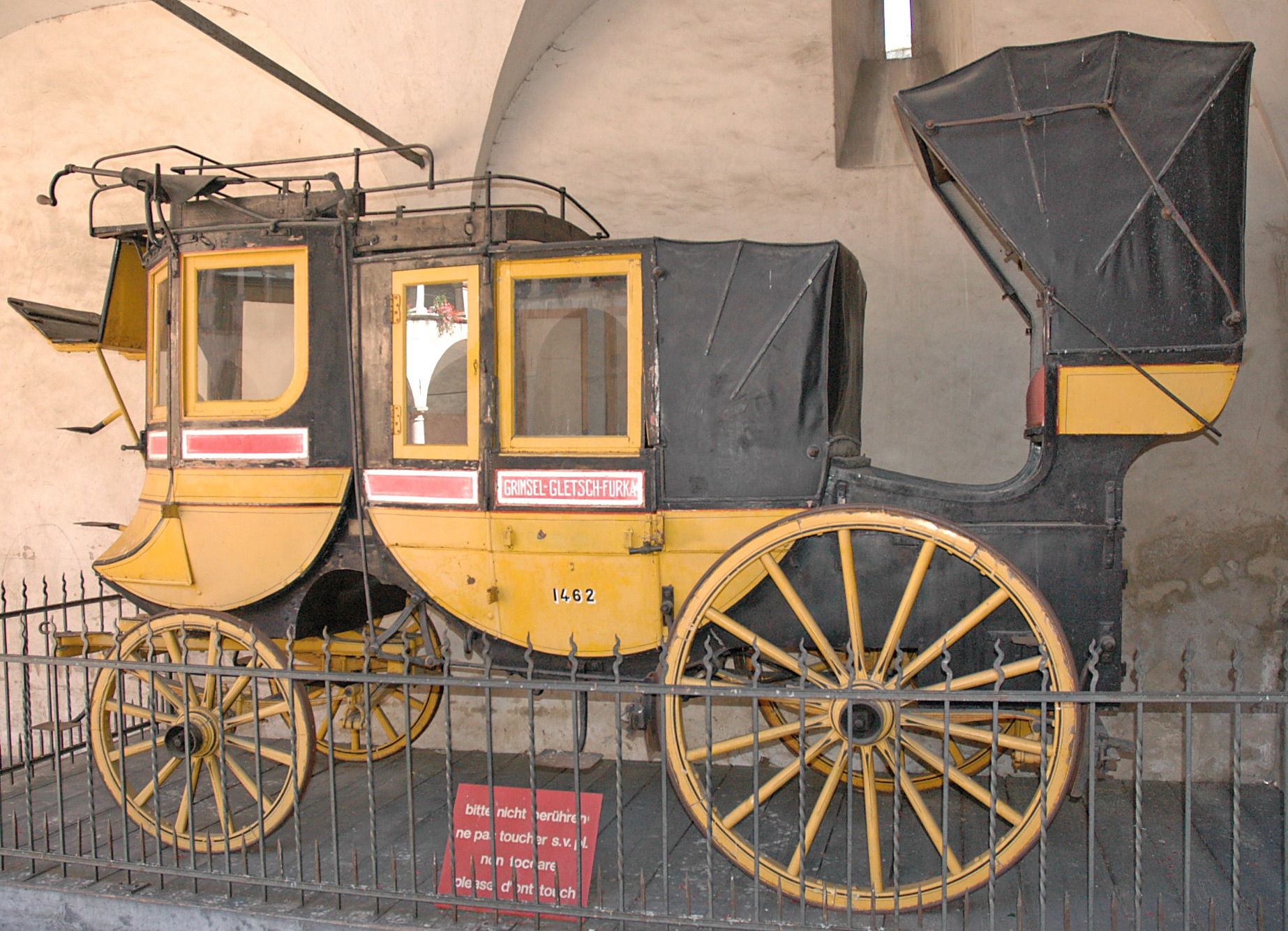
ظاهر متداول دلیجان‌ها. این دلیجان توسط اداره پست استفاده می‌شد.

دلیجان (به فرانسوی: Diligence) یک کالسکه بزرگ با دو در و چند پنجره است که برای حمل مسافر و چمدان‌های آن‌ها استفاده می‌شود. این وسیله نقلیه، از اوایل قرن هجدهم میلادی در اروپا متداول گردید. دلیجان‌های اولیه را چهار یا شش اسب می‌کشیدند که در فواصل معینی با اسب‌های تازه‌نفس جایگزین می‌شدند. در اوایل قرن نوزدهم میلادی، دلیجان‌ها متداول‌ترین وسیلهٔ حمل مسافر بودند و از آن‌ها برای حمل محموله‌های پستی نیز استفاده می‌شد.
دلیجان‌ها یک نماد و سمبل بسیار شناخته‌شده از غرب وحشی هستند که در همه فیلم‌های وسترن حضور دارند.
تا اواخر قرن ۱۸ میلادی، دلیجان‌ها با سرعت متوسط حدود ۵ مایل بر ساعت (۸ کیلومتر بر ساعت) حرکت می‌کردند که میانگین مسافت پیموده شده در طی روز می‌توانست چیزی حدود ۶۰ تا ۷۰ مایل (۹۷ تا ۱۱۳ کیلومتر) باشد. با بهبود جاده‌ها و فراگیر شدن فنرهای فولادی، سرعت دلیجان‌ها افزایش یافت. در سال ۱۸۳۶ میلادی، یک سفر برنامه‌ریزی‌شده توسط دلیجان در طول شب و بدون چراغ از مبدأ لندن به ساعت ۱۹:۳۰ و رسیدن به بندر لیورپول در ساعت ۱۶:۵۰ روز بعد ثبت شده‌است. مسافت حدود ۲۲۰ مایل (۳۵۰ کیلومتر) این سفر با توجه به ساعت حرکت و رسیدن به مقصد، نشان داد که میانگین کلی سرعت ۲ برابر شده و به حدود ۱۰ مایل بر ساعت (۱۶ کیلومتر بر ساعت) رسیده‌است که شامل توقف برای تعویض اسب‌های خسته هم می‌گردید.

## تصاویر

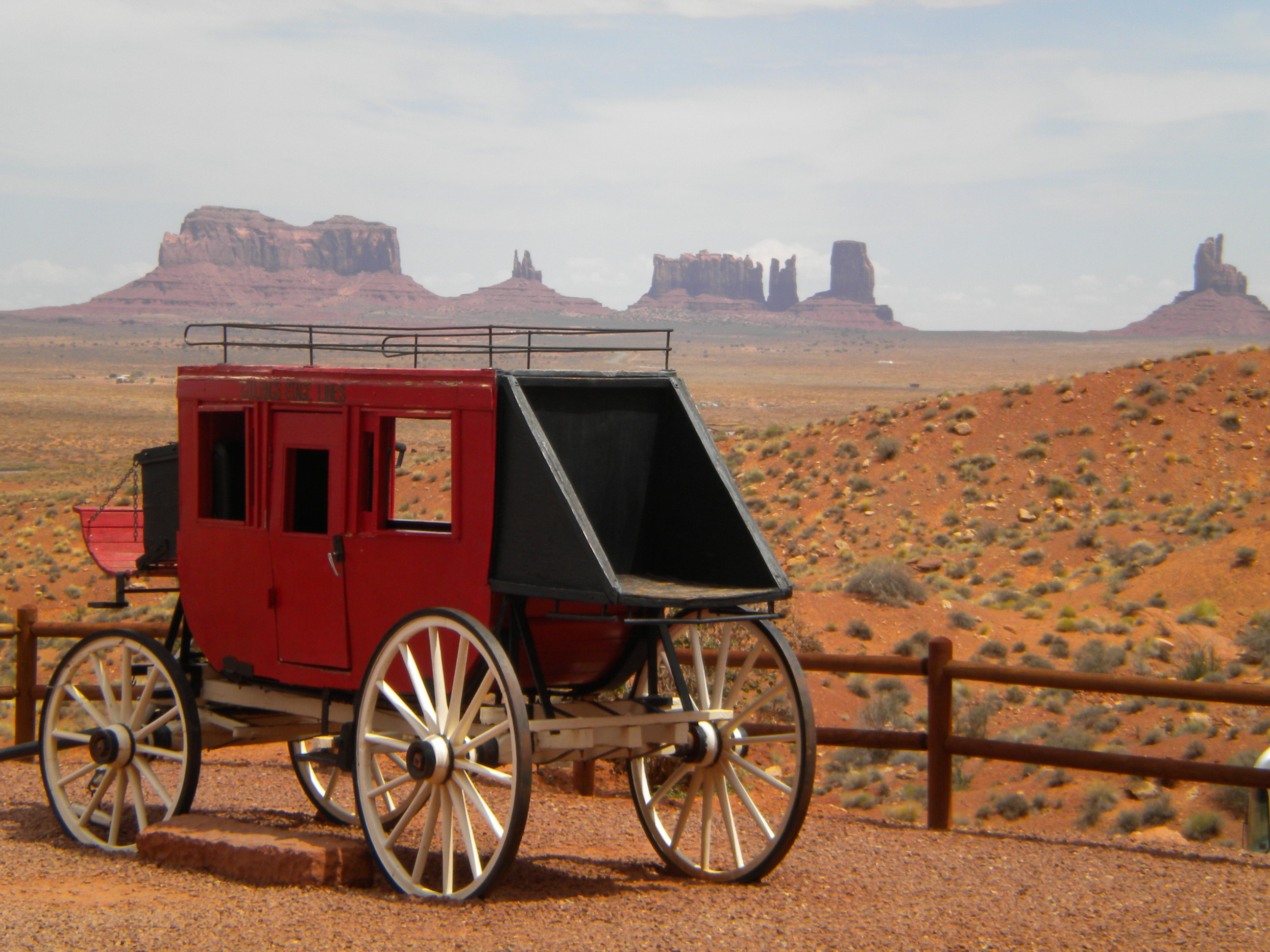
یک روز داغ در صحرا با دلیجان
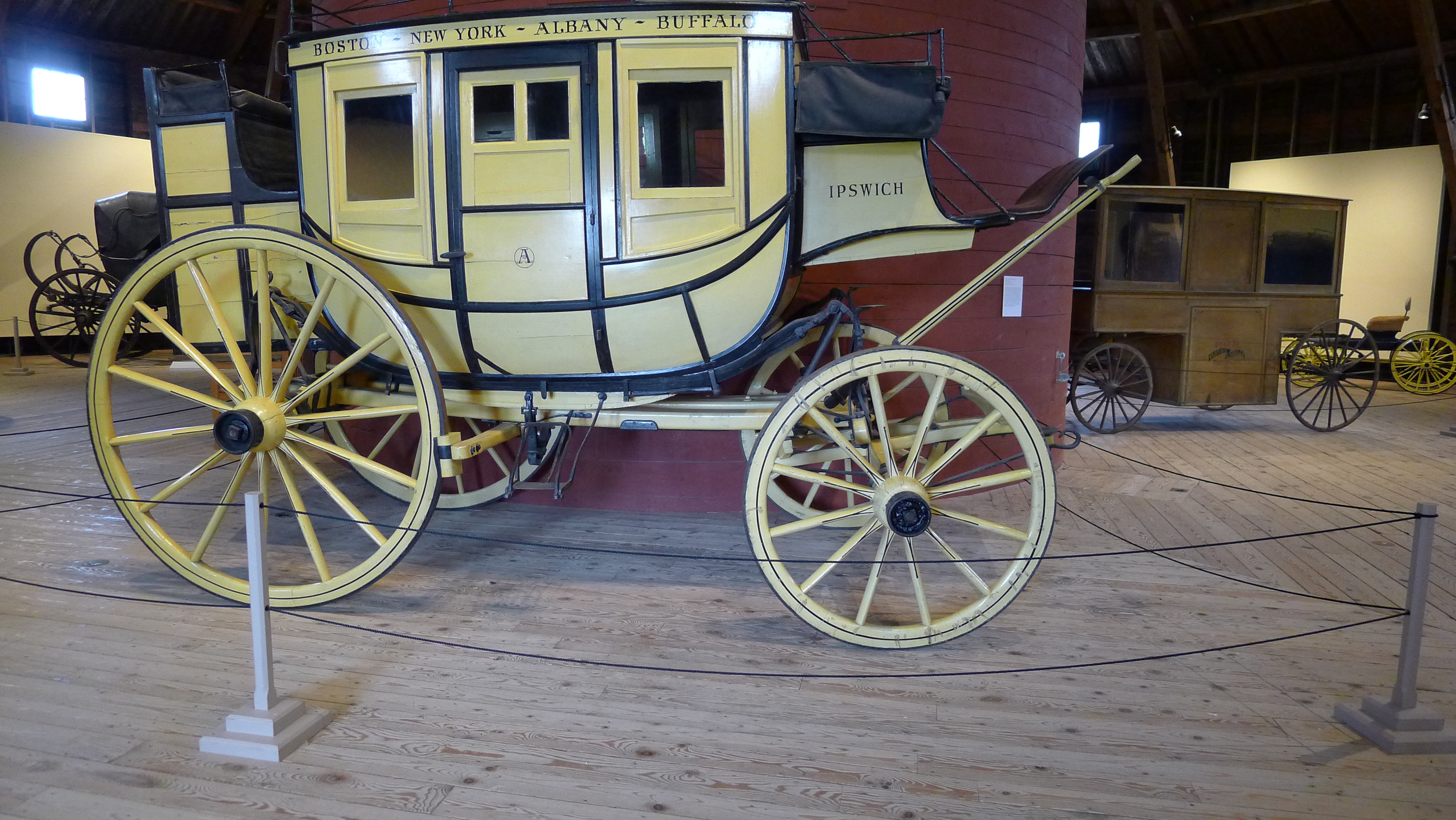
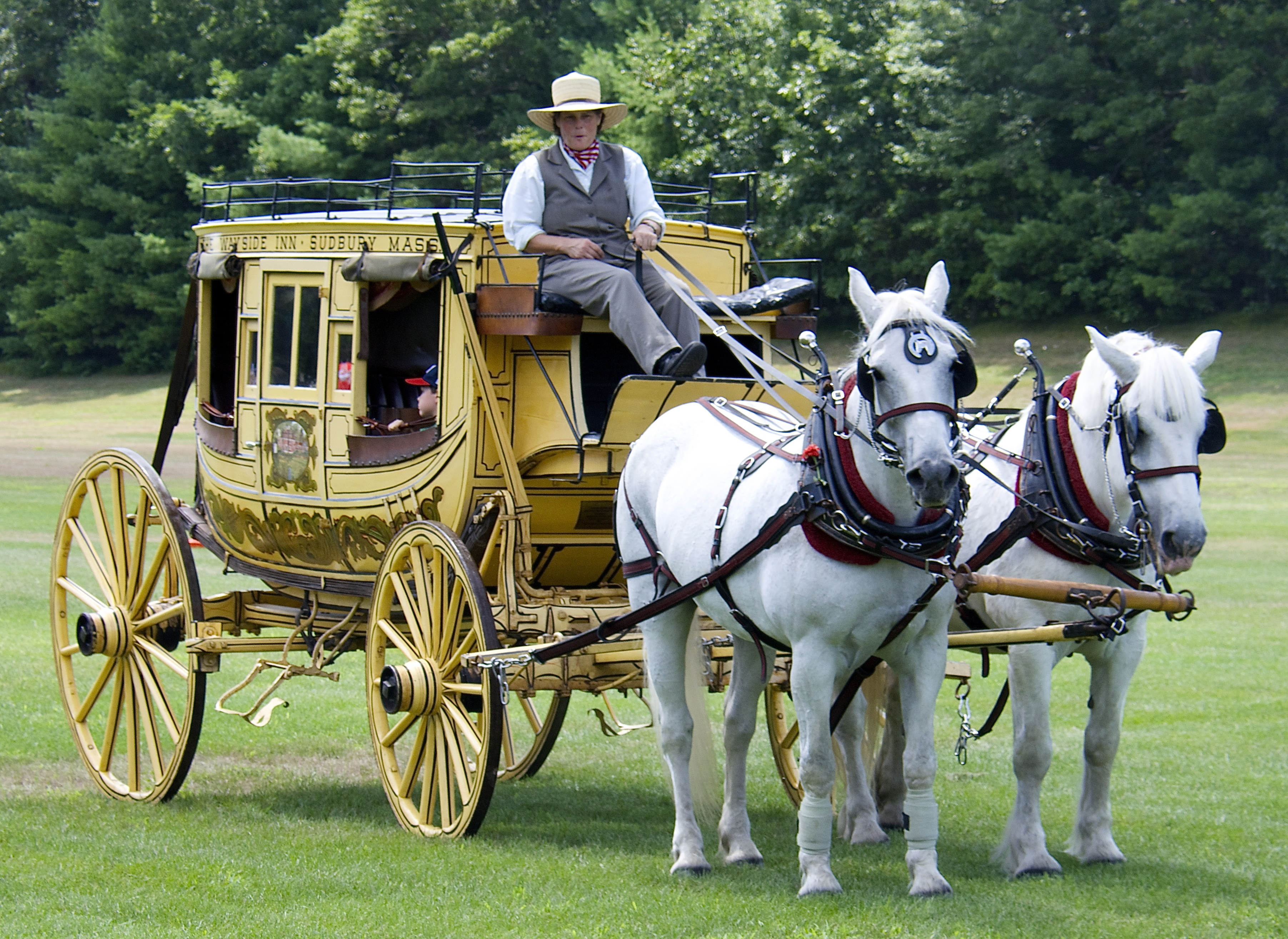